# Gonzalo Vargas
Gonzalo Vargas Abella (Montevidéu, 22 de setembro de 1981) é um futebolista uruguaio que atua como atacante. Atualmente, joga pelo Gimnasia y Esgrima La Plata.

## Artilharias
Gimnasia y Esgrima La Plata
- Campeonato Argentino (Torneo Clausura): 2006 – 12 gols